# Evald Iljenkov
Evald Vasiljevitj Iljenkov (russisk: Э́вальд Васи́льевич Илье́нков, tr. Évald Vasíljevitj Iljénkov; født 18. februar 1924 i Smolensk, død 21. marts 1979 i Moskva som følge af selvmord) var en sovjetisk filosof, psykolog og pædagog.
Han begyndte i 1941 studier ved Institut for historie i Moskva, men måtte dog i 1942 forlade studiet pga. indkaldelse til aftjening af værnepligt. Han fortsatte i 1946 sine studier og byggede på Marx's teorier, men inddrog dog også (som Marx selv), på kritisk vis, synspunkter fra Spinoza og Hegel. Hans hovedarbejdsområder var erkendelsesteori, dialektik og logik set fra et materialistisk synspunkt.
Han anses af nogle for (relativt til Stalinismen) at være udogmatisk marxist-leninist.
1. ↑  Navnet er anført på engelsk og stammer fra Wikidata hvor navnet endnu ikke findes på dansk.